# Punia
Punia este un oraș în  provincia Maniema, Republica Democrată Congo. În 2012 avea o populație de 19 716 de locuitori, iar în 2004 avea 15 910.